# Cagny (Calvados)
Cagny is een gemeente in het Franse departement Calvados (regio Normandië). De plaats maakt deel uit van het arrondissement Caen. Cagny (Calvados) telde op 1 januari 2022 2.075 inwoners.

## Geografie
De oppervlakte van Cagny bedroeg op 1 januari 2022 8,46 vierkante kilometer; de bevolkingsdichtheid was toen 245,3 inwoners per km².
De onderstaande kaart toont de ligging van Cagny met de belangrijkste infrastructuur en aangrenzende gemeenten.

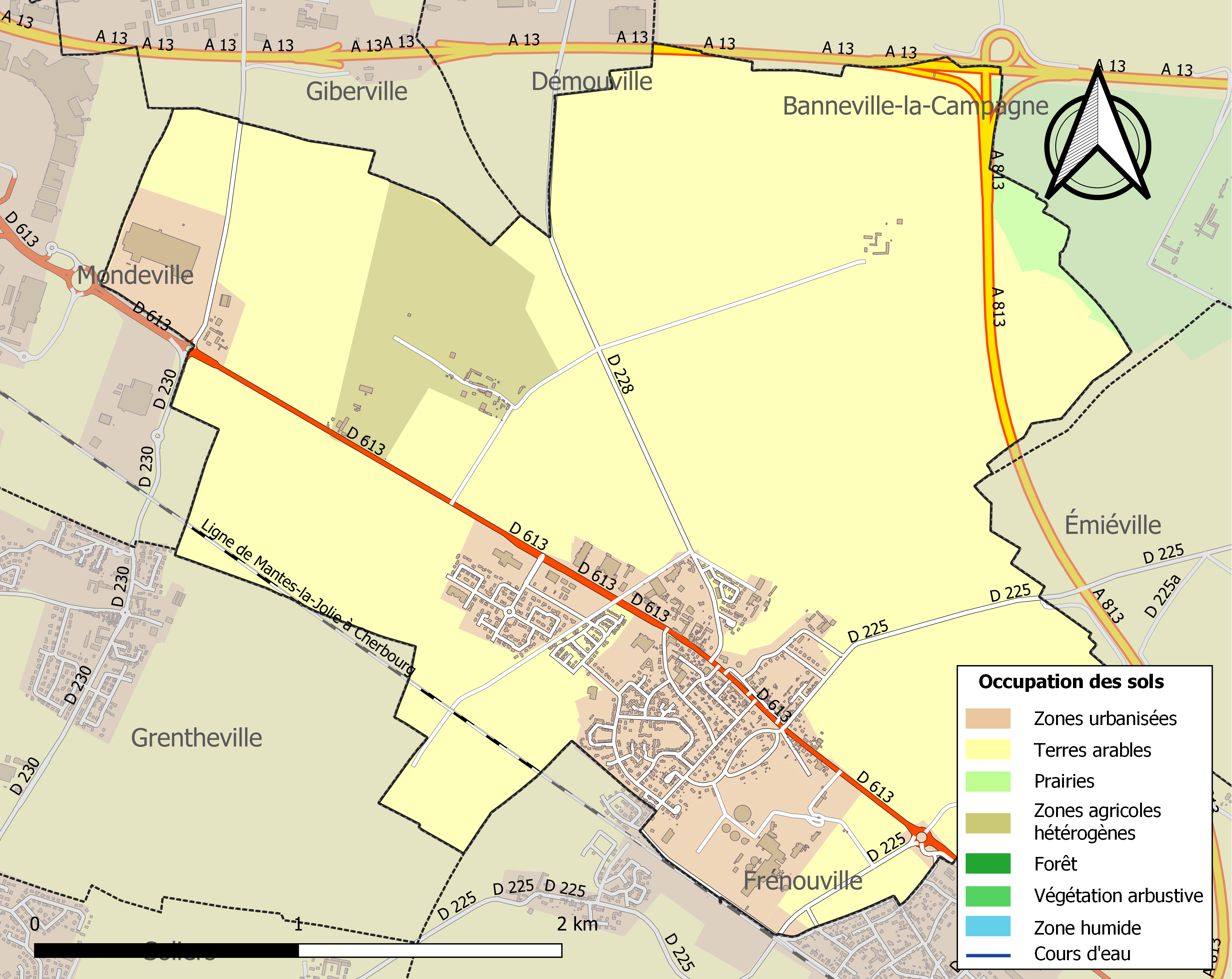

## Verkeer
De spoorweghalte Frénouville-Cagny ligt op het grondgebied van de aanpalende gemeente Frénouville.

## Demografie
Onderstaande figuur toont het verloop van het inwonertal (bron: INSEE-tellingen).

Vanwege een beveiligingsprobleem met de MediaWiki Graph-software is het momenteel niet mogelijk deze grafiek weer te geven. Zodra de software is bijgewerkt zal de grafiek vanzelf weer zichtbaar worden.